# Vláda Moskvy

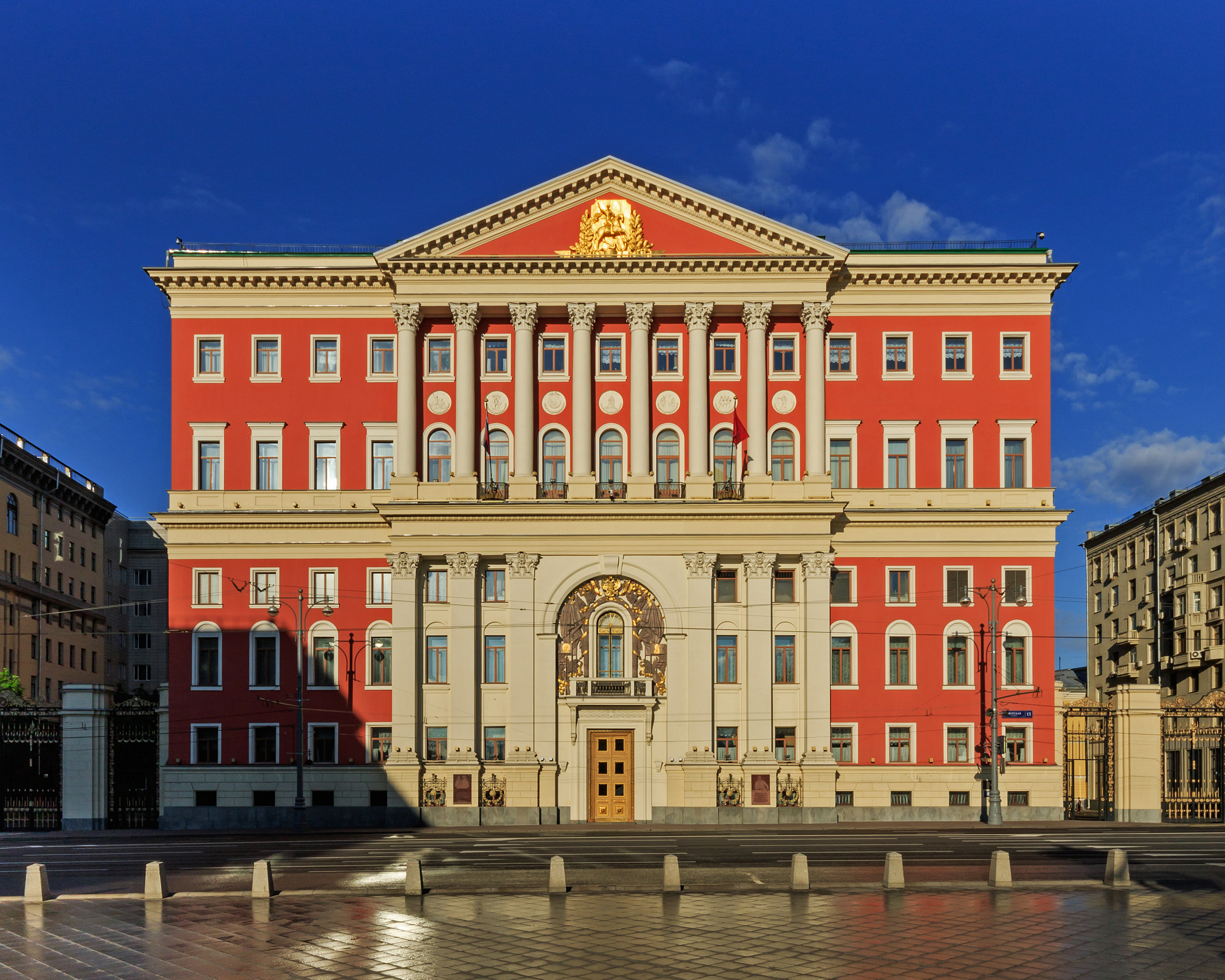
Rezidence starosty Moskvy

Vláda Moskvy (rusky Правительство Москвы) je nejvyšším výkonným orgánem výkonné moci v Moskvě. Vláda Moskvy je vedena nejvyšším úředníkem města, tj. starostou Moskvy.
Členové vlády Moskvy: starosta Moskvy, náměstci starosty a ministři moskevské vlády. Vláda Moskvy vydává příkazy (usnesení moskevské vlády), které jsou podepsané starostou Moskvy. Vláda Moskvy má právní subjektivitu. Struktura a fungování vlády Moskvy jsou stanoveny zákonem Moskvy, který byl přijat Moskevskou dumou.
Podle Ústavy Ruské federace, Moskva je samostatným subjektem Ruské federace, tzv. města federálního významu.